# 沈光大
沈光大（1474年—？），字體行，浙江寧波府慈谿縣人，民籍，明朝政治人物。

## 生平
浙江鄉試第十三名舉人。正德六年（1511年）中式辛未科會試第一百二十四名，登第三甲第七十五名進士。

## 家族
曾祖沈□；祖父沈□；父沈禎，曾任河治所官。母余氏。